# Rhynchostegium cataractarum
Rhynchostegium cataractarum là một loài rêu trong họ Brachytheciaceae. Loài này được Thér. & P. de la Varde mô tả khoa học đầu tiên năm 1939.